# Río Mocoretá
El río Mocoretá es un río de la cuenca hidrográfica del río Uruguay, que recorre unos 140 kilómetros en las provincias de Corrientes y Entre Ríos en Argentina. 
Nace en las elevaciones de la meseta del Paiubre, al sudoeste de la localidad correntina de Curuzú Cuatiá; zigzaguea hacia el sur hasta alcanzar la boca del arroyo Tunas, tras recibir el cual vira hacia el sudeste demarcando la frontera meridional de Corrientes con Entre Ríos, hasta desembocar en el Uruguay en la sección sur del embalse formado por la Represa de Salto Grande.
El Mocoretá nace en zona de pendientes, en la cual se encuentra encajado durante la mayor parte de su recorrido por las barrancas o cuchillas típicas del relieve de la mitad meridional de Corrientes. Hacia la mitad de su curso su pendiente se reduce, y forma una zona de esteros a la altura de la localidad de Cazadores Correntinos.
Tiene pocos afluentes, todos de poca importancia, destacándose los arroyos Tunas, Cuenca, San Agustín, Montuoso, Portillo, Tatutí, Arévalo, Sarandí y Baranda. Su cuenca abarca unos 3.785 km².
En las inmediaciones de la localidad correntina de Mocoretá se halla el puente interprovincial de la Ruta Nacional 14 y un complejo de tres puentes del ramal Federico Lacroze - Posadas del Ferrocarril General Urquiza. Dentro de la Provincia de Corrientes lo atraviesa la Ruta Nacional 127.
La ley nacional N.º 1149 del 22 de diciembre de 1881 confirmó al río Mocoretá como límite interprovincial definitivo.